# Data Warehouse
Ein Data Warehouse (kurz DWH oder DW; wörtlich „Datenlager“, im Deutschen dominiert die englische Schreibweise, die Schreibweise Datawarehouse wird jedoch auch verwendet) ist eine für Analysezwecke optimierte zentrale Datenbank, die Daten aus mehreren, in der Regel heterogenen Quellen zusammenführt. Der Begriff stammt aus dem Informationsmanagement in der Wirtschaftsinformatik. Vollständige Daten zum Beispiel eines Unternehmens oder eines größeren Projekts, die in der Regel als Rohdaten vorliegen und nicht bereits nach bestimmten Vorgaben verarbeitet oder ausgewählt wurden, werden hingegen in Data Lakes vorgehalten.

## Begriff
Mitte der 1980er-Jahre wurde bei IBM der Begriff information warehouse geschaffen. Der Terminus data warehouse wurde erstmals 1988 von Barry Devlin verwendet.
Es gibt derzeit keine einheitliche Definition für den Begriff „Data Warehouse“. Weitgehend gilt jedoch:
- Ein Data Warehouse ermöglicht eine globale Sicht auf heterogene und verteilte Datenbestände, indem die für die globale Sicht relevanten Daten aus den Datenquellen zu einem gemeinsamen konsistenten Datenbestand zusammengeführt werden. Dies ermöglicht einen komfortablen Datenzugriff.[2]
- Der Inhalt eines Data Warehouse entsteht durch Kopieren und Aufbereiten von Daten aus unterschiedlichen Quellen.
- Meist ist ein Data Warehouse die Basis für die Aggregation von betrieblichen Kennzahlen und darauf aufbauende Analysen, das sogenannte Online Analytical Processing (OLAP).
- Ein Data Warehouse ist häufig Ausgangsbasis für Data-Mining.
- Oft arbeiten die Anwendungen mit anwendungsspezifisch erstellten Auszügen aus dem Data Warehouse, den sogenannten Data-Marts.

Unterschiede bei den Definitionen finden sich vor allem im generellen Zweck eines Data Warehouses sowie im Umfang und Umgang mit den Daten im Data Warehouse.
- Das Spektrum der Definitionen beginnt mit der restriktiven Sicht von Bill Inmon:
„Ein Data Warehouse ist eine themenorientierte, integrierte, chronologisierte und persistente Sammlung von Daten, um das Management bei seinen Entscheidungsprozessen zu unterstützen.“
Im Original: „A data warehouse is a subject-oriented, integrated, time-variant, nonvolatile collection of data in support of management’s decision-making process.“[3]
 Die Definition nach Inmon kann wie folgt interpretiert werden:
  - subject-oriented (Themenorientierung): Die Auswahl der in das Data Warehouse zu übernehmenden Daten geschieht nach bestimmten Datenobjekten (Produkt, Kunde, Firma, …), die für die Analysen von Kennzahlen für Entscheidungsprozesse relevant sind, nicht hingegen nach operativen Prozessen
  - integrated (Vereinheitlichung): Die in verschiedenen (operativen) Quellsystemen unterschiedlich strukturierten Daten werden im Data Warehouse in einheitlicher Form gespeichert.
  - time-variant (Zeitorientierung): Analysen über zeitliche Veränderungen und Entwicklungen sollen im Data Warehouse ermöglicht werden; daher ist die langfristige Speicherung der Daten im Data Warehouse nötig (Einführung der Dimension „Zeit“).
  - nonvolatile (Beständigkeit): Daten werden dauerhaft (nicht-flüchtig) gespeichert.
- Die folgende Definitionen von Bauer und Günzel[4] wie auch die von Kimball[5] sind weniger restriktiv, sind aber auf einen speziellen Zweck, die Analysefunktion, ausgerichtet:
„Ein Data Warehouse ist eine physische Datenbank, die eine integrierte Sicht auf (beliebige) Daten darstellt, um Analysen zu ermöglichen.“[4]
„A data warehouse is a copy of transaction data specifically structured for querying and reporting.“[5]
- Das Spektrum der Definitionen endet bei der Definition von Zeh, die ohne Restriktionen an Umfang und Umgang der Daten sowie ohne Zweckbestimmung ist:
„Ein Data Warehouse ist ein physischer Datenbestand, der eine integrierte Sicht auf die zugrundeliegenden Datenquellen ermöglicht.“[6]

Die Einschränkung „physisch“ ist notwendig, um das Data Warehouse von dem „logischen“ föderierten Datenbanksystem abzugrenzen.

## Betrieb (Data Warehousing)
Der Erstellung eines Data Warehouses liegen zwei Leitgedanken zugrunde:
1. Integration von Daten aus verteilten und unterschiedlich strukturierten Datenbeständen, um im Data Warehouse eine globale Sicht auf die Quelldaten und damit übergreifende Auswertungen zu ermöglichen.
2. Separation der Daten, die für das operative Geschäft genutzt werden, von solchen Daten, die im Data Warehouse etwa für Aufgaben des Berichtswesens, der Entscheidungsunterstützung, der Geschäftsanalyse sowie des Controllings und der Unternehmensführung verwendet werden.

Der Gesamtprozess der Datenbeschaffung, Verwaltung und Auswertung eines Data Warehouses wird auch als Data Warehousing bezeichnet. Zum Data Warehousing gehören:
- Datenbeschaffung, Datenintegration (Staging) und Weiterverarbeitung im ETL-Prozess
- Datenhaltung, das heißt die langfristige Speicherung der Daten im Data Warehouse (siehe auch Langzeitarchivierung)
- Datenauswertung und -analyse
- Versorgung und Datenhaltung der für die Analyse notwendigen separaten Datenbestände, den Data-Marts.

In den Data Marts werden die Daten häufig als mehrdimensionale Matrizen im sogenannten Sternschema oder in verwandten Datenschemata wie Schneeflocken- und Galaxy-Schema abgelegt.
In den letzten Jahren hat sich mehr und mehr die Abkehr von der turnusmäßigen Beladung hin zur Echtzeitbeladung des Data Warehouse vollzogen (real-time data warehousing). Manche Branchen wie die Telekommunikationsindustrie und der Einzelhandel hatten Bedarf nach sofort verfügbaren Daten unter Wahrung der Trennung von operativen und auswertenden Systemen. Real-Time-Data-Warehousing ermöglicht zudem das unmittelbare Zurückspielen der Ergebnisse in die operativen Systeme. Damit beeinflussen Analyseergebnisse von Daten des Data Warehouse wiederum die das Data Warehouse speisenden operativen Systeme (closed loop).

## Anwendungen

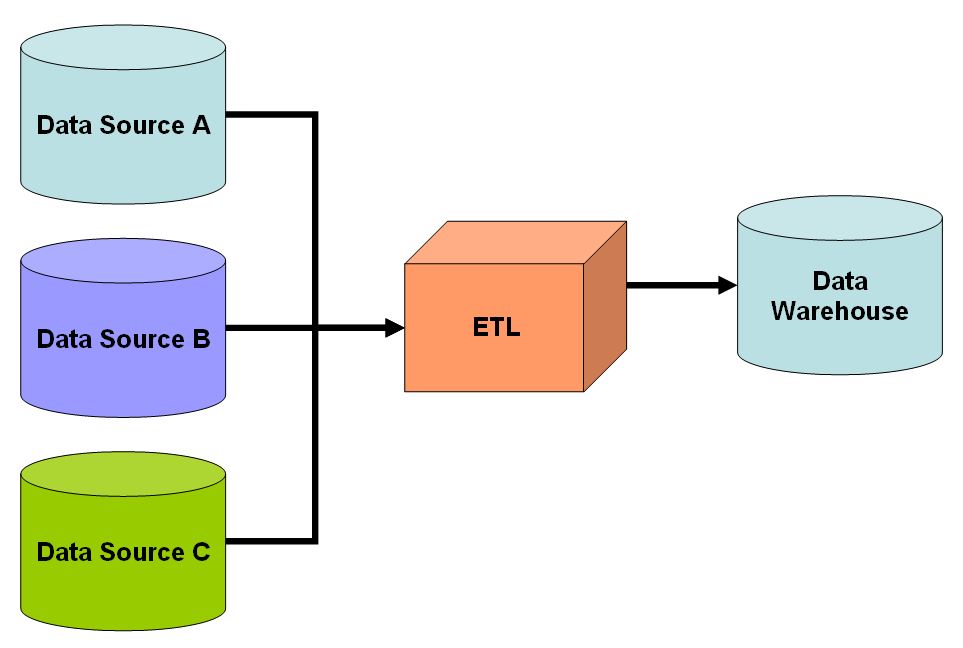
Ausschnitt aus dem Data-Warehouse-System

- Integration von Daten aus unterschiedlich strukturierten und verteilten Datenbeständen, um eine globale Sicht auf die Quelldaten und damit übergreifende Auswertungen zu ermöglichen
- Ermittlung verborgener Zusammenhänge zwischen Daten durch Data Mining
- Schnelle und flexible Verfügbarkeit von Berichten, Statistiken und Kennzahlen, um etwa Zusammenhänge zwischen Markt und Leistungsangebot erkennen zu können
- Umfassende Information über Geschäftsobjekte und Zusammenhänge
- Transparenz im Zeitablauf zu Geschäftsprozessen, Kosten und Ressourceneinsatz
- Informationsbereitstellung, zum Beispiel für die Erstellung von Produktkatalogen.

## Risiken
Die 59. Konferenz der Datenschutzbeauftragten des Bundes und der Länder vom 14./15. März 2000 weist in ihrer Entschließung zum Thema Data Warehouse, Data-Mining und Datenschutz auf das rechtliche Risiko hin, das mit diesen Verfahren verbunden ist.
Insbesondere ist das Grundrecht auf informationelle Selbstbestimmung und für den Schutz der Privatheit in Gefahr.
Grund ist die Möglichkeit der genannten Verfahren, personenbezogene Daten über ihre Zweckbindung hinaus zu speichern und zu nutzen, was unter bestimmten Umständen rechtswidrig ist. Als Empfehlung gilt, auf Techniken zu setzen, die eine anonymisierte oder pseudonymisierte Form der ursprünglich personenbezogenen Form der Daten verwenden.